# Gbondougou
Gbondougou est une localité rurale au nord de la Côte d'Ivoire dans le District des Savanes, appartenant à la région du Poro. La localité de Gbondougou est administrativement rattachée à la sous-préfecture de Boron. 